# Campeonato Mundial de Halterofilismo de 2014 - Mais de 105 kg masculino
A categoria mais 105 kg masculino foi um evento do Campeonato Mundial de Halterofilismo de 2014, disputado no Palácio de Esportes Baluan Sholak, em Almaty, no Cazaquistão, entre 15 e 16 de novembro de 2014. 

## Calendário
Horário local (UTC+6) 
| Dia            | Horário | Fase    |
| -------------- | ------- | ------- |
| 15 de novembro | 21:00   | Grupo C |
| 16 de novembro | 11:00   | Grupo B |
| 16 de novembro | 17:00   | Grupo A |

## Medalhistas
| Evento    | Ouro                  | Ouro   | Prata                | Prata  | Bronze                  | Bronze |
| --------- | --------------------- | ------ | -------------------- | ------ | ----------------------- | ------ |
| Arranque  | Ruslan Albegov (RUS)  | 210 kg | Behdad Salimi (IRI)  | 206 kg | Yauheni Zharnasek (BLR) | 199 kg |
| Arremesso | Aleksey Lovchev (RUS) | 257 kg | Ruslan Albegov (RUS) | 252 kg | Behdad Salimi (IRI)     | 251 kg |
| Total     | Ruslan Albegov (RUS)  | 462 kg | Behdad Salimi (IRI)  | 457 kg | Mohamed Ihsan (EGY)     | 436 kg |

## Recordes
Antes desta competição, o recorde mundial da prova era o seguinte:
| Recorde         | Tipo      | Atleta                  | Peso   | Local  | Data                   |
| Recorde Mundial | Arranque  | Behdad Salimi (IRI)     | 214 kg | Paris  | 13 de novembro de 2011 |
| Recorde Mundial | Arremesso | Hossein Rezazadeh (IRI) | 263 kg | Atenas | 25 de agosto de 2004   |
| Recorde Mundial | Total     | Hossein Rezazadeh (IRI) | 472 kg | Sydney | 26 de setembro de 2000 |

## Resultado
Os resultados foram os seguintes. 
| Pos.              | Atleta                     | Grupo | Peso   | Arranque (kg) | Arranque (kg) | Arranque (kg) | Arranque (kg)     | Arremesso (kg) | Arremesso (kg) | Arremesso (kg) | Arremesso (kg)    | Total |
| Pos.              | Atleta                     | Grupo | Peso   | 1             | 2             | 3             | Resultado         | 1              | 2              | 3              | Resultado         | Total |
| ----------------- | -------------------------- | ----- | ------ | ------------- | ------------- | ------------- | ----------------- | -------------- | -------------- | -------------- | ----------------- | ----- |
| Medalha de ouro   | Ruslan Albegov (RUS)       | A     | 156.54 | 203           | 205           | 210           | Medalha de ouro   | 245            | 252            | 252            | Medalha de prata  | 462   |
| Medalha de prata  | Behdad Salimi (IRI)        | A     | 171.06 | 206           | 211           | 211           | Medalha de prata  | 246            | 251            | 257            | Medalha de bronze | 457   |
| Medalha de bronze | Mohamed Ihsan (EGY)        | A     | 160.24 | 188           | 193           | 197           | 5                 | 235            | 243            | 247            | 5                 | 436   |
| 4                 | Mart Seim (EST)            | A     | 145.48 | 180           | 185           | 188           | 11                | 234            | 243            | 246            | 4                 | 431   |
| 5                 | Yauheni Zharnasek (BLR)    | A     | 158.32 | 190           | 195           | 199           | Medalha de bronze | 221            | 227            | 230            | 11                | 426   |
| 6                 | Irakli Turmanidze (GEO)    | A     | 129.90 | 185           | 190           | 195           | 4                 | 220            | 227            | 227            | 10                | 422   |
| 7                 | Almir Velagić (GER)        | A     | 145.48 | 183           | 188           | 191           | 7                 | 223            | 230            | 235            | 8                 | 421   |
| 8                 | Oleg Proshak (UKR)         | A     | 128.13 | 187           | 192           | 197           | 6                 | 228            | 234            | 234            | 9                 | 420   |
| 9                 | Fernando Reis (BRA)        | A     | 142.97 | 182           | 190           | 190           | 8                 | 225            | 230            | 235            | 7                 | 420   |
| 10                | Ahmed Mohamed (EGY)        | A     | 137.36 | 175           | 181           | 181           | 15                | 225            | 230            | 240            | 6                 | 411   |
| 11                | Péter Nagy (HUN)           | A     | 151.04 | 185           | 189           | 189           | 12                | 216            | 222            | 227            | 12                | 407   |
| 12                | Kazuomi Ota (JPN)          | B     | 147.70 | 177           | 183           | 187           | 10                | 211            | 219            | 226            | 14                | 406   |
| 13                | Ivan Efremov (UZB)         | B     | 111.47 | 182           | 188           | 192           | 9                 | 216            | 217            | 217            | 18                | 405   |
| 14                | Hayk Hakobyan (ARM)        | B     | 131.39 | 175           | 182           | 188           | 13                | 210            | 218            | 224            | 17                | 400   |
| 15                | Ibragim Bersanov (KAZ)     | B     | 118.47 | 180           | 180           | 185           | 16                | 211            | 218            | 226            | 15                | 398   |
| 16                | George Kobaladze (CAN)     | B     | 139.42 | 163           | 169           | 173           | 20                | 212            | 215            | 221            | 13                | 394   |
| 17                | Daniel Dołęga (POL)        | B     | 118.53 | 175           | 175           | 175           | 17                | 212            | 218            | 225            | 16                | 393   |
| 18                | Krzysztof Klicki (POL)     | B     | 166.63 | 172           | 177           | 177           | 22                | 210            | 211            | 217            | 19                | 389   |
| 19                | Selimkhan Abubakarov (KAZ) | B     | 144.66 | 175           | 175           | 175           | 18                | 205            | 210            | 215            | 21                | 385   |
| 20                | Caine Wilkes (USA)         | B     | 139.73 | 173           | 178           | 178           | 21                | 211            | 211            | 216            | 20                | 384   |
| 21                | Fernando Salas (ECU)       | C     | 150.35 | 165           | 170           | 175           | 19                | 200            | 205            | —              | 23                | 380   |
| 22                | Vasyl Pylypenko (UKR)      | C     | 115.32 | 160           | 165           | 165           | 25                | 200            | 205            | 212            | 22                | 370   |
| 23                | Igor Olshanetskyi (ISR)    | C     | 132.14 | 160           | 160           | 167           | 24                | 200            | 210            | 212            | 24                | 367   |
| 24                | Modestas Šimkus (LTU)      | C     | 111.88 | 163           | 168           | 171           | 23                | 187            | 192            | 200            | 27                | 360   |
| 25                | Teemu Roininen (FIN)       | C     | 142.39 | 150           | 155           | 158           | 28                | 200            | 200            | 200            | 25                | 355   |
| 26                | Chao Shih-chieh (TPE)      | C     | 135.05 | 151           | 157           | 161           | 26                | 190            | 201            | 201            | 29                | 351   |
| 27                | Lukáš Kožienka (SVK)       | C     | 105.35 | 150           | 154           | 156           | 29                | 190            | 195            | 195            | 28                | 340   |
| 28                | Riho Kägo (EST)            | C     | 118.31 | 155           | 155           | 160           | 27                | 185            | 190            | 191            | 30                | 340   |
| 29                | Silvio Bijelić (CRO)       | C     | 136.07 | 140           | 145           | 145           | 30                | 185            | 191            | 191            | 31                | 330   |
| —                 | Alexej Prochorow (GER)     | C     | 132.77 | 175           | 182           | 188           | 14                | 205            | 205            | 205            | —                 | —     |
| —                 | Aleksey Lovchev (RUS)      | A     | 139.80 | 205           | 205           | 206           | —                 | 245            | 250            | 257            | Medalha de ouro   | —     |
| —                 | Sergej Lichovoj (LTU)      | C     | 105.10 | 155           | 155           | 155           | —                 | 185            | 190            | 195            | 26                | —     |
| —                 | Ruben Aleksanyan (ARM)     | A     | 150.77 | 190           | 190           | 190           | —                 | —              | —              | —              | —                 | —     |